# 機場快線
機場快線（きじょうかいせん、ゲイチュンファイせん、ヂーチァンクヮイせん）は、香港中西区の香港駅から新界離島区の博覧館駅を結ぶ香港鉄路有限公司（MTR）空港鉄道の急行系統である。ラインカラーは■青緑。

## 概要
ランタオ島沖の赤鱲角に造成された香港国際空港を起点に新界南部、西九龍を抜け、中心街である香港島北部の中環にある香港駅に到達する空港連絡鉄道である。英語名の頭文字を取り、AELと略される事もある。なお、新界南部からランタオ島へ渡るとき、全長2,200 mで道路と鉄道の併用である二層構造の吊り橋としては世界最長となる青馬大橋を通る。
機場駅 - 香港駅間を、ピーク時には10分間隔の最速約24分間で結ぶ。機場駅 - 九龍駅間は22分。機場駅 - 香港駅が115HKドル、機場駅 - 九龍駅間が105HKドル、オクトパスカードの場合は5HKドル割引。機場駅に限り、同一日往復チケット（Same Day Return）は片道と同一料金であり、オクトパスカードでも自動的に無料になる。オクトパスカードで1時間以内にMTRに乗り換えた場合、MTRの分が無料になる。
香港駅と九龍駅にはインタウン・チェックインと呼ばれる施設が設置され、航空会社が対応していて、搭乗1時間30分前までであれば航空機への搭乗手続き（チェックイン）ができる他、受託手荷物を預ける事もできる。また、香港駅と九龍駅から、各ホテルを結ぶシャトルバスが運行されている。
また、展示施設の亜洲国際博覧館（Asia World Expo）が2005年に完成したことに伴い、機場駅より路線を延伸、新たに博覧館駅が2005年12月20日に開業した。なお香港・九龍・青衣の各駅発から博覧館への運賃は、機場駅への運賃とは異なるので注意が必要である。
香港駅にはオフィス、ホテル、ショッピングモール、映画館などが併設された香港国際金融中心（International Finance Centre）が併設している。また九龍駅にも、香港で最高層のビルとなる環球貿易広場（International Commerce Centre）や、ホテルが設置されたユニオンスクエアと呼ばれる施設が併設している。建設には、それぞれ地鉄公司（MTRC）が関わっている。
九龍駅（香港西九龍駅）から広深港高速鉄道にて深圳市や広州市につながっている。
九龍、青衣の両駅は空港・博覧館行きの場合乗車専用、香港行きの場合は降車専用であるが、平日・土曜日の午前7時 - 10時の香港行きに限り、着席サービス「早晨專綫服務（Morning Express Serivice）」として、青衣・九龍駅から片道20HKドルで乗車できる。なお発売枚数に制限がないため、満席時立席となる場合がある。

### チケット（乗車カード）
乗車カードは、非接触型ICカードであり、共通で使用できるオクトパスカード（八達通）、及びこの機場快線でのみ使用される紙製又はプラスチック製のMifare Ultralightカードの2種類が採用されている。

### 開業直後のトラブル
1998年7月6日の開業直後より、車両や設備トラブルが多発し、大幅な遅れや運休が発生した。トラブルは徐々に収まったが、料金（片道100HKドル）が高過ぎるとの香港住民からの批判もあり、乗車率は低かった。そのため、MTRでは期間限定で片道70HKドルに値下げするなどの対策を行った。

## 路線データ
- 路線距離（営業キロ）：35.2 km
- 軌間：1,432 mm
- 駅数：5
- 複線区間：全線
- 複々線区間：九龍 - 青衣間、および小濠湾車両基地 - 東涌駅手前
- 電化区間：全線（直流 1.500 V 架線集電方式）
- 閉塞方式：ATP（TASCが設置されている）
- 車両基地：小濠湾車両基地
- 地上区間：奥運駅手前 - 青衣 - 機場 - 博覧館間
- 走行方向：左側通行（ただし空港方面の線路については、機場駅手前（東涌線と別れるところ）から立体交差で、博覧館駅まで右側通行となる。）

## 沿革
- 1998年7月6日：香港 - 機場間開通。
- 2005年12月20日：機場 - 博覧館間が延伸開業。

## 使用車両
Adtranz社とCAF社の合作車、ADtranz-CAF電車11編成が使用されている。香港寄りの先頭車はインタウン・チェックイン用の荷物車となっている。
開通当初は7両編成で運転されていたが、すべて8両編成化された。

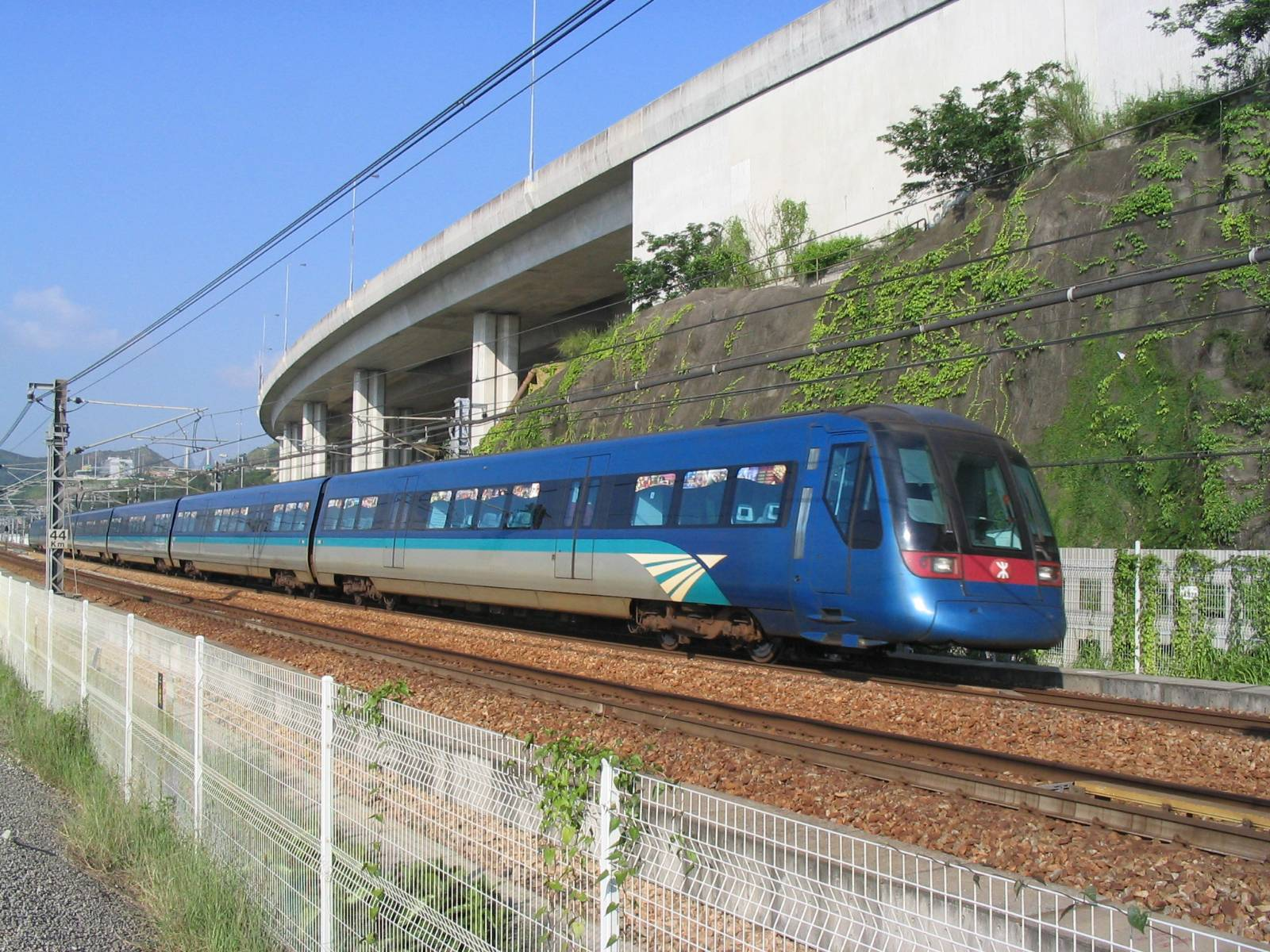
Adtranz、CAF共同制作電車
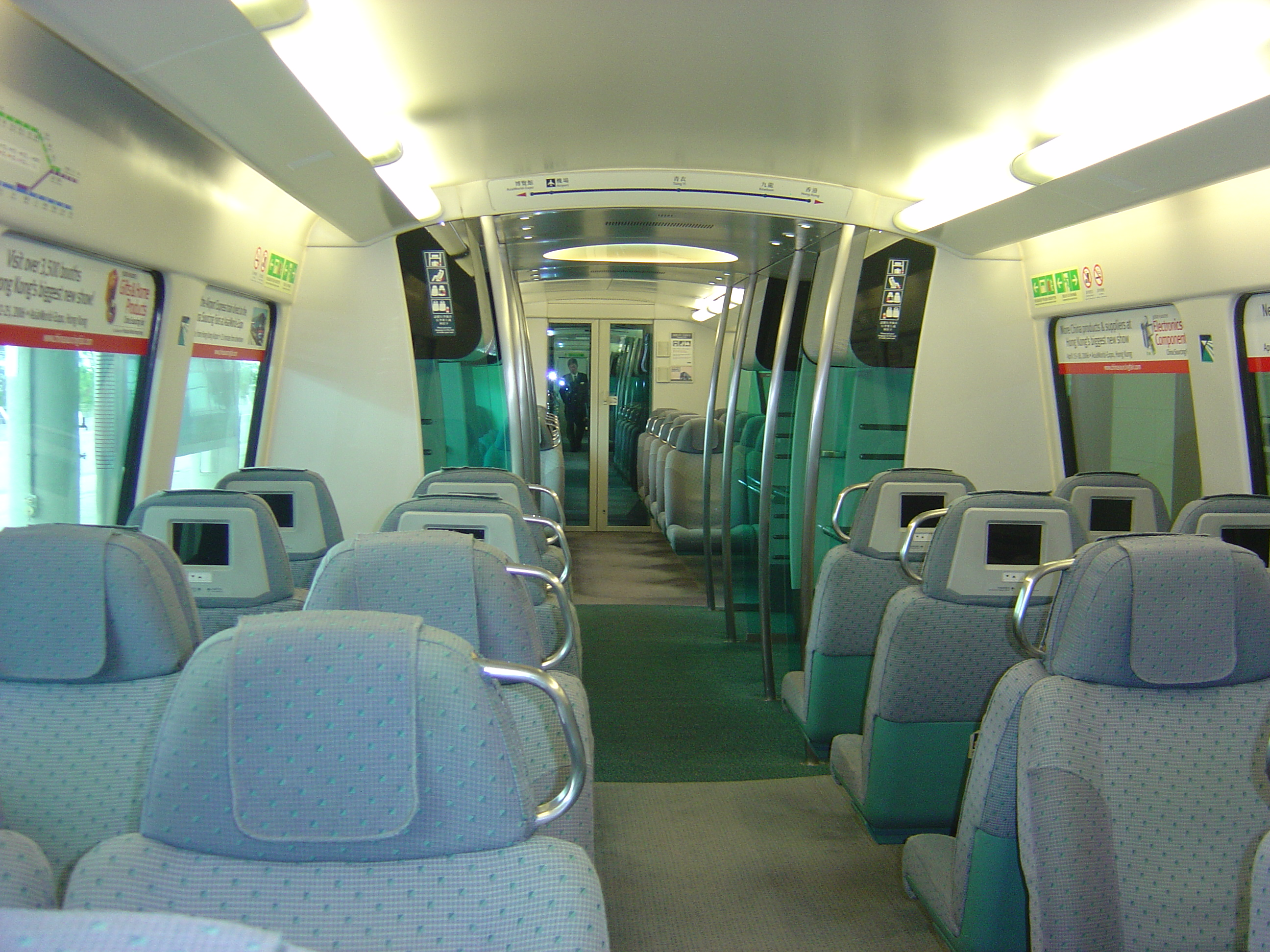
車内
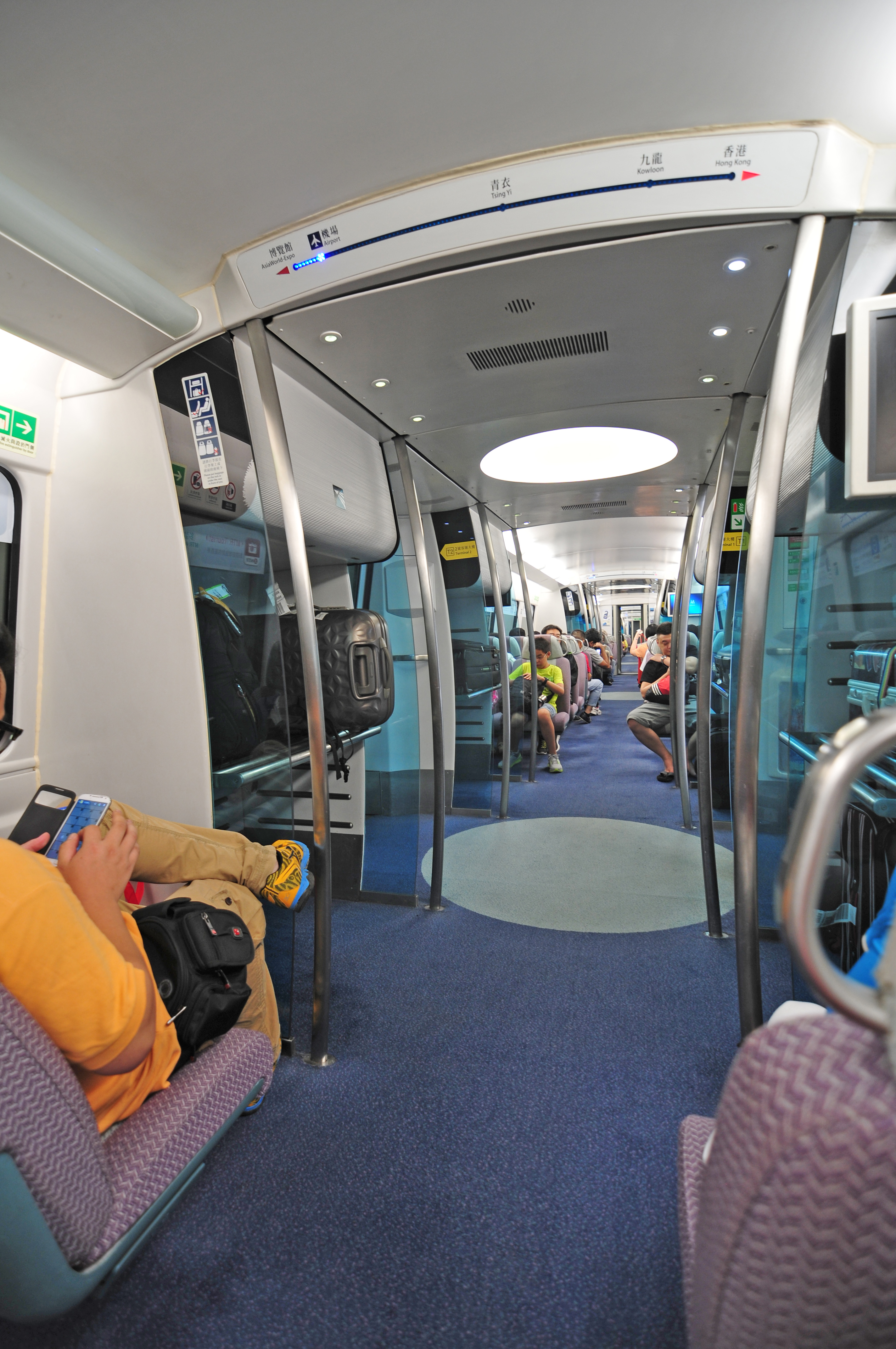

## 駅一覧
- 駅名欄の背景色が■で表示されている駅は香港方面の乗車専用駅であることを表す。（青衣駅・九龍駅・香港駅は下車のみ）
- 駅名欄の背景色が■で表示されている駅は機場・博覧館方面の乗車専用駅であることを表す。（香港駅・九龍駅・青衣駅は乗車のみ）
- 機場駅に限り、博覧館方面・香港方面のどちらの方面にも乗車・下車とも可能になっている。

| 駅名     | 駅名         | 駅名         | 駅名            | 開業年月日     | 駅間キロ | 営業キロ | 乗り換え                                                      | 所在地          | 所在地   |
| 日本語   | 繁体字香港語 | 簡体字中国語 | 英語            | 開業年月日     | 駅間キロ | 営業キロ | 乗り換え                                                      | 所在地          | 所在地   |
| 博覧館駅 | 博覧館站     | 博览馆站     | Asia World-Expo | 2005年12月20日 | 0.0      | 0.0      |                                                               | 香港 特別行政区 | 離島区   |
| 機場駅   | 機場站       | 机场站       | Airport         | 1998年7月6日   | 1.0      | 1.0      | ✈香港国際空港                                                 | 香港 特別行政区 | 離島区   |
| 青衣駅   | 青衣站       | 青衣站       | Tsing Yi        | 1998年7月6日   | 22.5     | 23.5     | ■東涌線                                                       | 香港 特別行政区 | 葵青区   |
| 九龍駅   | 九龍站       | 九龙站       | Kowloon         | 1998年7月6日   | 8.8      | 32.3     | ■東涌線 ■広深港高速鉄道 （香港西九龍駅） ■屯馬線 （柯士甸駅） | 香港 特別行政区 | 油尖旺区 |
| 香港駅   | 香港站       | 香港站       | Hong Kong       | 1998年7月6日   | 2.9      | 35.2     | ■港島線 ■荃湾線 （中環駅）                                    | 香港 特別行政区 | 中西区   |